# (115059) Nagykároly
(115059) Nagykároly est un astéroïde de la ceinture principale.

## Description
(115059) Nagykároly est un astéroïde de la ceinture principale. Il fut découvert le 5 septembre 2003 à Piszkesteto par Krisztián Sárneczky et Brigitta Sipőcz. Il présente une orbite caractérisée par un demi-grand axe de 3,00 UA, une excentricité de 0,08 et une inclinaison de 2,5° par rapport à l'écliptique.

## Compléments